# Antonio Minello
Antonio Minello (citato anche come Minelli o Minelli de’ Bardi) (Padova, 1465 circa – Venezia, 1529) è stato uno scultore italiano, cittadino della Repubblica di Venezia.

## Biografia

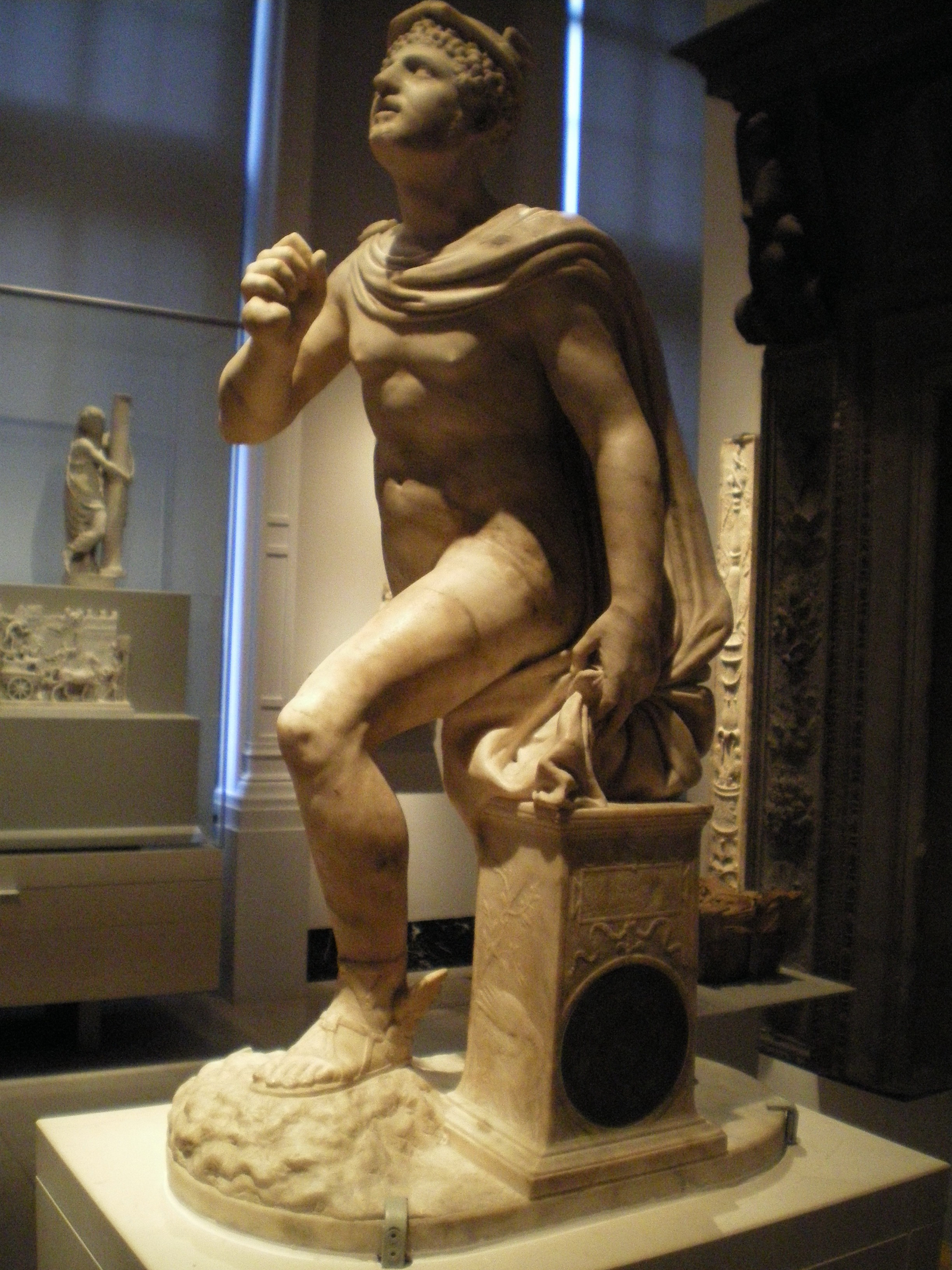
Antonio Minello - Mercurio - opera realizzata per il collezionista veneziano Marcantonio Michiel, ora conservata al Victoria and Albert Museum.

Figlio di Giovanni, nacque a Padova verso il 1465. Stando a documenti coevi, ebbe un fratello, Girolamo, sarto, e tre sorelle: Manadora, Polissena e Paola. Il giovane Antonio si formò nella bottega del padre e lo aiutò nei lavori della Basilica di Sant'Antonio di Padova, come risulta da documenti del 1483-1484 relativi alla costruzione del recinto presbiteriale.
Sempre lavorando per la basilica del Santo, i suoi lavori più significativi si collegano alla realizzazione della nuova Cappella della Tomba di sant'Antonio. Risulta che nel giugno 1500 (e poi confermato l'anno successivo) gli fu commissionato, unitamente al padre, la realizzazione di un altorilievo raffigurante il Miracolo della mula, una delle nove storie antoniane destinate a decorare le pareti dell'arca contenente il corpo del Santo. Il contratto definitivo, firmato il 26 marzo 1502, il soggetto venne mutato in Sant'Antonio riceve l'abito francescano; l'opera seguì vicende travagliate, venne prima rifiutata dai committenti, perché non soddisfatti della prima versione e fu quindi completata solo nel 1519. Nel 1502 scolpì l'effigie di padre Francesco Sansone, generale dell'Ordine francescano e grande fautore nonché mecenate della Cappella della Tomba.

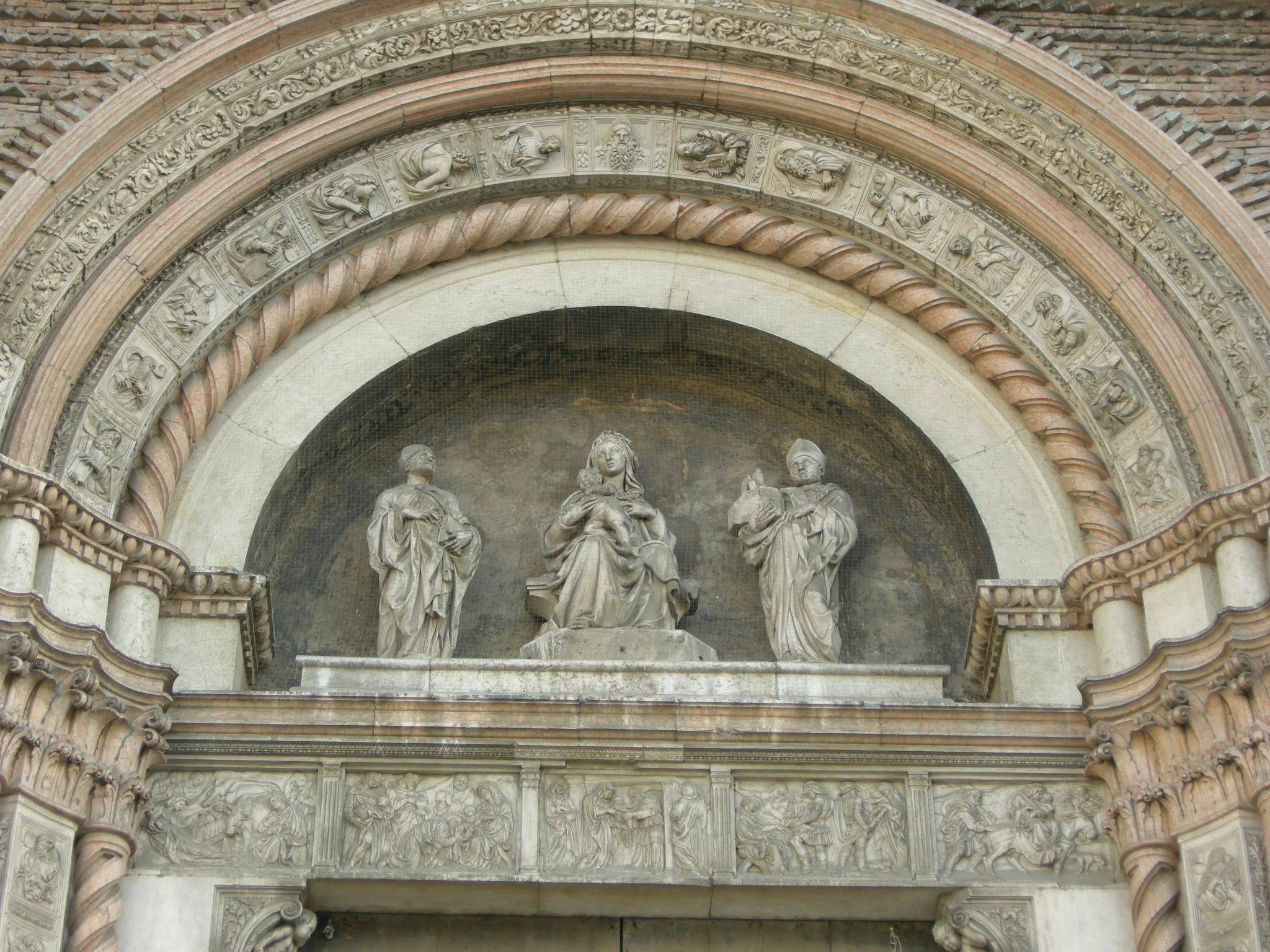
Bologna - Basilica di San Petronio - Porta Magna - I profeti nell'arco al centro sono opera di Antonio Minello e Antonio da Ostiglia, tranne il Mosé al centro, che è opera di Amico Aspertini.

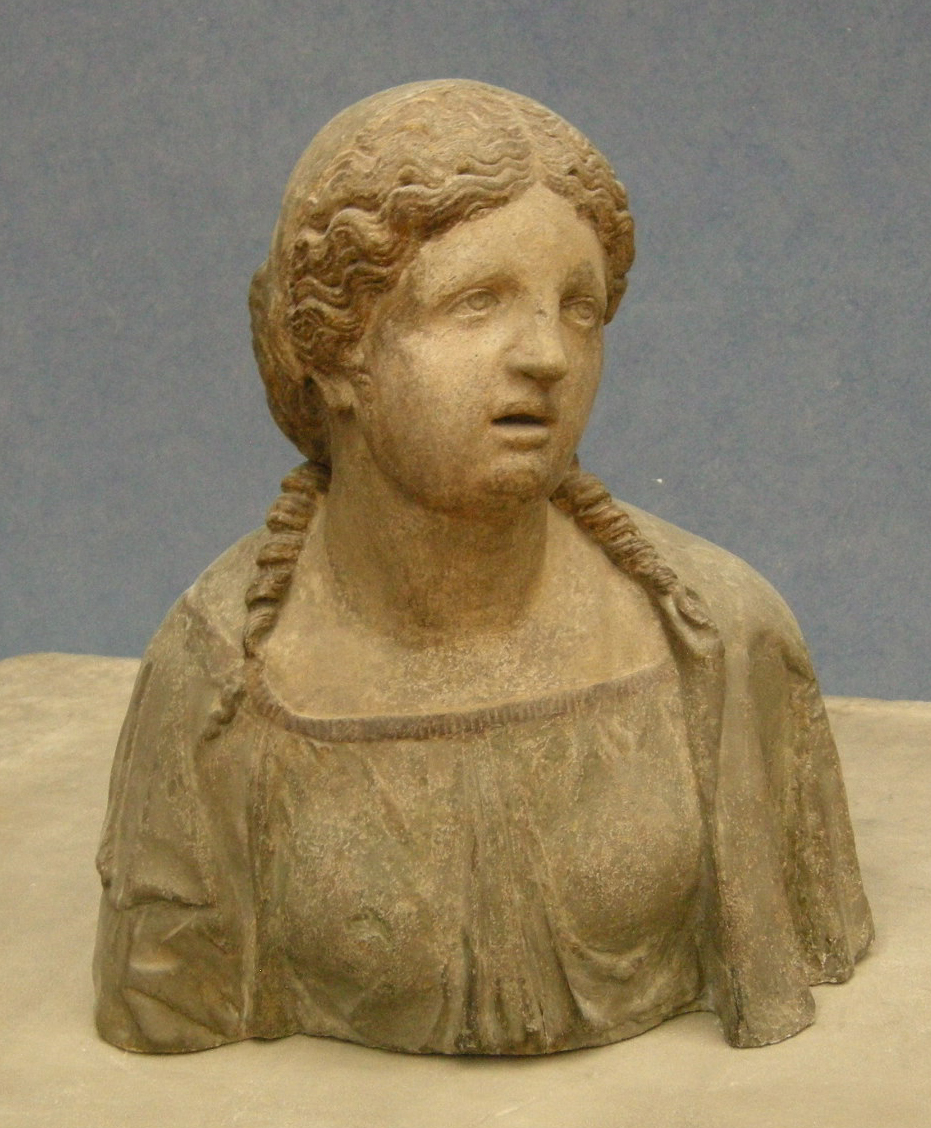
Firenze - Museo Bardini - Volto di Santa Giustina in terracotta, probabilmente usato come modello per la statua in marmo ora nella Basilica di Sant'Antonio di Padova.

Nel 1503 realizzò il Monumento funerario al retore Giovanni Calfurnio, posto in precedenza nel monastero di san Giovanni da Verdara e ora nel chiostro del Noviziato nella Basilica del Santo. Il Minello probabilmente fece uso di un calco in gesso del volto, perché le cronache riportano che il ritratto del Calfurnio era ex vivo sumpto.
Nel 1510 si impegnò con Antonio da Ostiglia a scolpire quattordici rilievi in marmo con mezze figure di Profeti per la Porta Magnadella basilica di San Petronio a Bologna, lavoro che fu completato nel 1511.
Nel 1512 eseguì una santa Giustina per la Basilica di Sant'Antonio di Padova, il cui modello del volto è ora conservato al Museo Bardini di Firenze. Quest'opera è citata da Marcantonio Michiel, celebre letterato e collezionista d'arte del Cinquecento che la elogia nelle sue Notizie d'opere di disegno, affermando che:
Nel 1520 gli fu affidato un secondo altorilievo per l'altare della Cappella della Tomba, Sant'Antonio risuscita un bimbo annegato, opera che il Minello continuerà fino alla sua morte e che poi fu completata da Jacopo Sansovino.
Nel catalogo delle opere del Minello compaiono anche raffinate sculture di piccole dimensioni, tra le quali vanno menzionate:
- Pan e Luna, ora al Bayerisches Nationalmuseum di Monaco di Baviera;
- Busto di giovane donna , ora a New York presso una collezione privata;
- Mercurio, realizzato per Marcantonio Michiel ed ora conservato al Victoria and Albert Museum.

Il 4 gennaio 1524, dopo la morte di Lorenzo Bregno, Minello acquisì la sua bottega a Venezia e spostò la sua attività nella città lagunare, si impegnò, inoltre, a portare a termine alcuni lavori lasciati interrotti dal Bregno, come le sculture dell'altare Trevisan nella chiesa di Santa Maria Mater Domini e la Madonna con il Bambino per il portale del duomo di Montagnana.
Secondo la storica dell'arte Anne Markham Schulz, sono da attribuirgli i seguenti monumenti funebri della basilica dei Santi Giovanni e Paolo:
- tomba del condottiero Nicolò Orsini;
- tomba del condottiero Dionigi Naldi da Brisighella;
- Fra Leonardo Prato.

Secondo le cronache, è sepolto con il figlio Giovanni, nella chiesa di Santa Lucia, a Padova.